# استعانة (شعر)
الاستعانة في البديع، هي أن يأتي القائل ببيت غيره ليستعين به على إتمام مراده.